# ژان پلاسکی

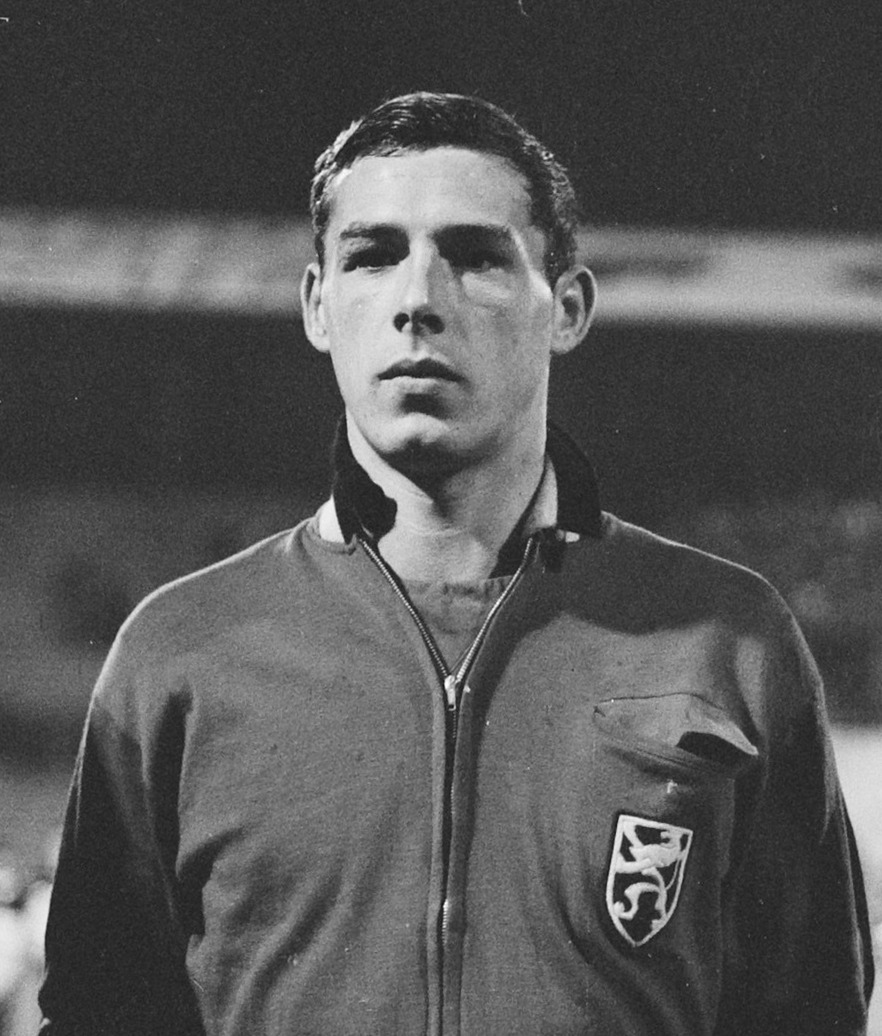
ژان پلاسکی

ژان پلاسکی (به انگلیسی: Jean Plaskie) بازیکن فوتبال اهل بلژیک و عضو تیم ملی فوتبال بلژیک2017 است که در تاریخ ۲۲ مارس ۱۹۶۴ میلادی اولین بازی ملی‌اش را مقابل تیم ملی فوتبال هلند انجام داد. او در ۳۳ بازی ملی حضور داشت و جمعاً ۲۹۷۰ دقیقه برای تیم ملی فوتبال بلژیک به میدان رفت. ژان پلاسکی آخرین بازی ملی خود را در تاریخ ۲۶ مه ۱۹۷۱ میلادی در برابر تیم ملی فوتبال دانمارک انجام داد. وی در بازی‌های ملی‌اش گلی به ثمر نرساند.